# Narsimhapur
Narsimhapur là một thành phố và khu đô thị của quận Narsimhapur thuộc bang Madhya Pradesh, Ấn Độ.

## Địa lý
Narsimhapur có vị trí 22°57′B 79°12′Đ / 22,95°B 79,2°Đ Nó có độ cao trung bình là 347 mét (1138 feet).

## Nhân khẩu
Theo điều tra dân số năm 2001 của Ấn Độ, Narsimhapur có dân số 46.120 người. Phái nam chiếm 52% tổng số dân và phái nữ chiếm 48%. Narsimhapur có tỷ lệ 77% biết đọc biết viết, cao hơn tỷ lệ trung bình toàn quốc là 59,5%: tỷ lệ cho phái nam là 82%, và tỷ lệ cho phái nữ là 72%. Tại Narsimhapur, 12% dân số nhỏ hơn 6 tuổi.